# Biblioteca Municipal do Funchal
A Biblioteca Municipal do Funchal (BMF) é uma biblioteca pública de âmbito municipal tutelada pelo Departamento de Economia e Cultura da Câmara Municipal do Funchal e criada em 1838. Conta com um acervo superior a 300 000 volumes.

## História
A biblioteca foi fundada a 13 de janeiro de 1838, por deliberação camarária, com o propósito de ser um «depósito dos conhecimentos humanos que desenvolve e aperfeiçoa a instrução recebida nas escolas». Teve como principal impulsionador Sérvulo Drumond de Menezes, presidente da Câmara Municipal do Funchal, e situava-se, à altura, numa sala nos paços do concelho, no largo do Pelourinho.
A 19 de setembro de 1929, o Palácio de São Pedro, na rua da Mouraria, é adquirido pela câmara municipal em hasta pública. A 23 de janeiro de 1930, a biblioteca começa a ser transferida para o palácio.
Em 2009, a biblioteca muda novamente de instalações para o Edifício 2000, na Avenida Calouste Gulbenkian.
No ano de 2012, a Biblioteca Municipal da Fundação Calouste Gulbenkian é extinta e o seu acervo é incorporado na BMF. Dada a existência de exemplares repetidos, foram selecionadas obras para distribuir pelas restantes bibliotecas a cargo da Câmara Municipal do Funchal e oferecer às escolas ou instituições de solidariedade para enriquecimento das suas bibliotecas.

### Acervo
As primeiras obras do acervo foram 193 volumes da Encyclopedie Méthodique, adquiridos aos herdeiros do Conde de Carvalhal.
O acervo atual da BMF consiste em mais de trezentos mil volumes. É constituído essencialmente por obras dos séculos XVII, XVIII e XIX cujo valor patrimonial é «inquestionável e inestimável» e se repartem pelas mais diversas áreas do saber, evidenciando-se aquelas cuja temática incide sobre a Madeira. Para além destas, inclui também obras de coleções privadas de muitos bibliófilos, como Henry Hinton, Florival de Passos ou Joel Serrão, que doaram os seus espólios, ou parte destes, e as edições dos periódicos regionais de 1821 à atualidade.